# Monaster Narodzenia Matki Bożej w Moskwie
Monaster Narodzenia Matki Bożej – prawosławny stauropigialny żeński klasztor w Moskwie.

## Historia
Monaster Narodzenia Matki Bożej został ufundowany na pamiątkę bitwy na Kulikowym Polu. Według niektórych źródeł początkowo miał swoją siedzibę w obrębie moskiewskiego Kremla, a dopiero później, w 1484, został przeniesiony na obecne miejsce. Główny sobór monasterski został wzniesiony w latach 1501–1505. W 1547 sobór został zniszczony przez pożar, jednak szybko doszło do jego odbudowy. Z polecenia cara Iwana IV Groźnego dobudowano drugi ołtarz św. Mikołaja, a następnie także refektarz. Kolejne dwa ołtarze, Zstąpienia Świętego Ducha i św. Dymitra z Rostowa, dobudowano do soboru w latach 1814 i 1820. Osobną świątynię pod wezwaniem św. Jana Teologa ufundowała na terenie monasteru księżnia Fotinia Łobanowa-Rostowska w latach 1676–1687; kaplica grobowa rodziny Łobanowów-Rostowskich istniała w klasztorze od lat 70. XVII w.. W 1671 cały kompleks zabudowań został otoczony murem z czterema basztami; w 1882 mur ten został rozebrany i zastąpiony nowym, w którym wykorzystano elementy starszego.
Sobór Narodzenia Matki Bożej w monasterze posiadał dzwonnicę, którą w XVII w. rozebrano i zastąpiono nową konstrukcją z dachem namiotowym. Wieża ta uległa zniszczeniu w 1855 na skutek uderzenia pioruna. Wcześniej, w latach 1835–1836, wzniesiono dzwonnicę nad bramą wjazdową na teren klasztoru. We wnętrzu dzwonnicy znajdowała się cerkiew św. Eugeniusza Chersońskiego. Budynki z celami mniszek rozlokowane były przy północnym i południowym murze otaczającym klasztor; zostały one rozebrane na początku XX wieku, na ich miejscu wzniesiono wówczas nową refektarzową cerkiew Kazańskiej Ikony Matki Bożej, poświęconą w 1906 przez metropolitę moskiewskiego Włodzimierza. W tym czasie w monasterze przebywało ponad sześćset mniszek i posłusznic, które zajmowały się prowadzeniem szkoły parafialnej i przytułku dla osieroconych dziewczynek, posiadały także 33-hektarowy majątek ziemski.
Monaster został zlikwidowany w latach 1922–1923. Według informacji opublikowanych w 1923 w „Izwiestiach”, z klasztoru przymusowo wysiedlono 788 mniszek, z których część została poddana represjom (przełożona, ihumenia Juwenalia (Łowieniecka), i kilka innych mniszek znalazło się w łagrze w dawnym Monasterze Sołowieckim). W dawnych celach mniszek urządzono mieszkania komunalne, kilka sióstr pozostało na terenie klasztoru jako lokatorki. W soborze Narodzenia Matki Bożej urządzono klub milicyjny, następnie na terenie kompleksu klasztornego powstał poprawczy dom pracy. W latach 30. XX wieku zniszczono zabytkowy cmentarz klasztorny i kaplicę Łobanowów-Rostowskich.
Do częściowego remontu soboru doszło dopiero w latach 60. XX wieku, na mocy decyzji moskiewskiego miejskiego komitetu wykonawczego. Odnowiono także dawne budynki mieszkalne, po czym przekazano je archiwum. Od przełomu lat 80. i 90. XX wieku w obiektach mieszkalnych i użytkowych monasteru znajdują się siedziby różnych instytucji.
Rosyjski Kościół Prawosławny odzyskał monasterski sobór Narodzenia Matki Bożej w 1989. Cztery lata później Cerkiew ogłosiła powtórne otwarcie przy nim żeńskiej wspólnoty monastycznej, do której sprowadzono mniszki z Monasteru Piuchtickiego. Sobór został przywrócony do użytku liturgicznego, podczas gdy cerkiew św. Jana Teologa jest nadal zniszczona.